# Église Sainte-Marie de Sarlat
Pour les articles homonymes, voir Église Sainte-Marie.
L'église Sainte-Marie est une église gothique située à Sarlat-la-Canéda, dans le département français de la Dordogne, en région Nouvelle-Aquitaine.

## Historique
D'après Jean Tarde, vicaire général de l'évêché de Sarlat, après de longues années de tensions avec le pouvoir religieux, « le 25 juillet 1365, les habitants de Sarlat arrêtent en conseil que leur église paroissiale, allant en ruine à cause de sa vieillesse, seroi rasée et qu'en sa place on en feroit une plus grande, et, pour fournir aux frais nécessaires, les habitans payeront un second dixme, lequel fut levé deux ou trois années de suite, si bien que la provision de matériaux estant amassée, les premiers fondements furent jetés le 3 avril 1368, et M. Géraud Roussel, prestre, posa la première pierre ; les guerres qui suivirent retardèrent cet édifice furent cause que de longtemps il ne fut mis à sa perfection ».
Les archives du notaire Lacroix permettent de savoir que l'architecte qui a commencé les travaux de reconstruction de l'église paroissiale est Jacques Caviale, parent de l'archevêque de Toulouse.
En 1360, le traité de Brétigny fait passer le sud-ouest de la France sous le contrôle du roi d'Angleterre Édouard III. John Chandos, connétable d'Aquitaine, vient recevoir l'hommage des habitants de Sarlat au roi d'Angleterre. En 1369, le roi Charles V appellent les villes à la désobéissance. En 1370, toutes les villes du Périgord rendent hommage au roi de France, sauf Sarlat. Les troupes françaises viennent mettre le siège à Sarlat. La ville fait alors sa soumission au roi. Le traité de Brétigny est rompu et les combats reprennent. Les travaux de construction de l'église Sainte-Marie s'arrêtent. La ville participe activement aux combats pour assurer la sécurité dans son environnement. Mais le coût d'entretien des remparts et des troupes est élevé et ses revenus peuvent être insuffisants.
Le chœur et la dernière travée sont construits et couverts en 1431. Puis les travaux sont arrêtés.
Les travaux sont repris en 1479 sous la direction de l'architecte Pierre Esclanche, ou Esclache qui construit la première travée, la façade, la grande porte et le clocher. L'église est terminée peu après. Elle est consacrée le lundi de Pâques, 5 avril 1507, par l'évêque de Sarlat, Armand de Gontaut-Biron,
Le dernier curé de la paroisse Sainte-Marie de Sarlat a été l'abbé Pierre Pontard, qui est devenu évêque constitutionnel de Périgueux.
L'église a été désaffectée en 1794. Elle a été vendue en 1815 en plusieurs parcelles. Le chœur est acheté pour la somme de 600 francs. Les nouveaux acquéreurs ont rapidement commencé à le détruire pour récupérer les pierres. La nef a été convertie successivement en boulangerie, en magasin de bois et de charbon, puis de bureau de poste par l'architecte Dennery.
L'église a été classée au titre des monuments historiques le 12 octobre 1905.
En 2001, l'architecte Jean Nouvel a réhabilité l'église qui a été transformée en marché couvert de 400 m2 avec deux mezzanines de 31 m2 chacune pouvant être transformé en espace culturel. Il a fermé l'église, du côté de l'ancien chœur, par deux portes de plus de 15 m de haut et pesant plus de 2 tonnes fabriquées par une entreprise de Rochefort. Un ascenseur placé dans le clocher permet d'accéder à son sommet, à 27 m de hauteur, et permettant une vision sur 360° de la ville et de son environnement.

## Galerie

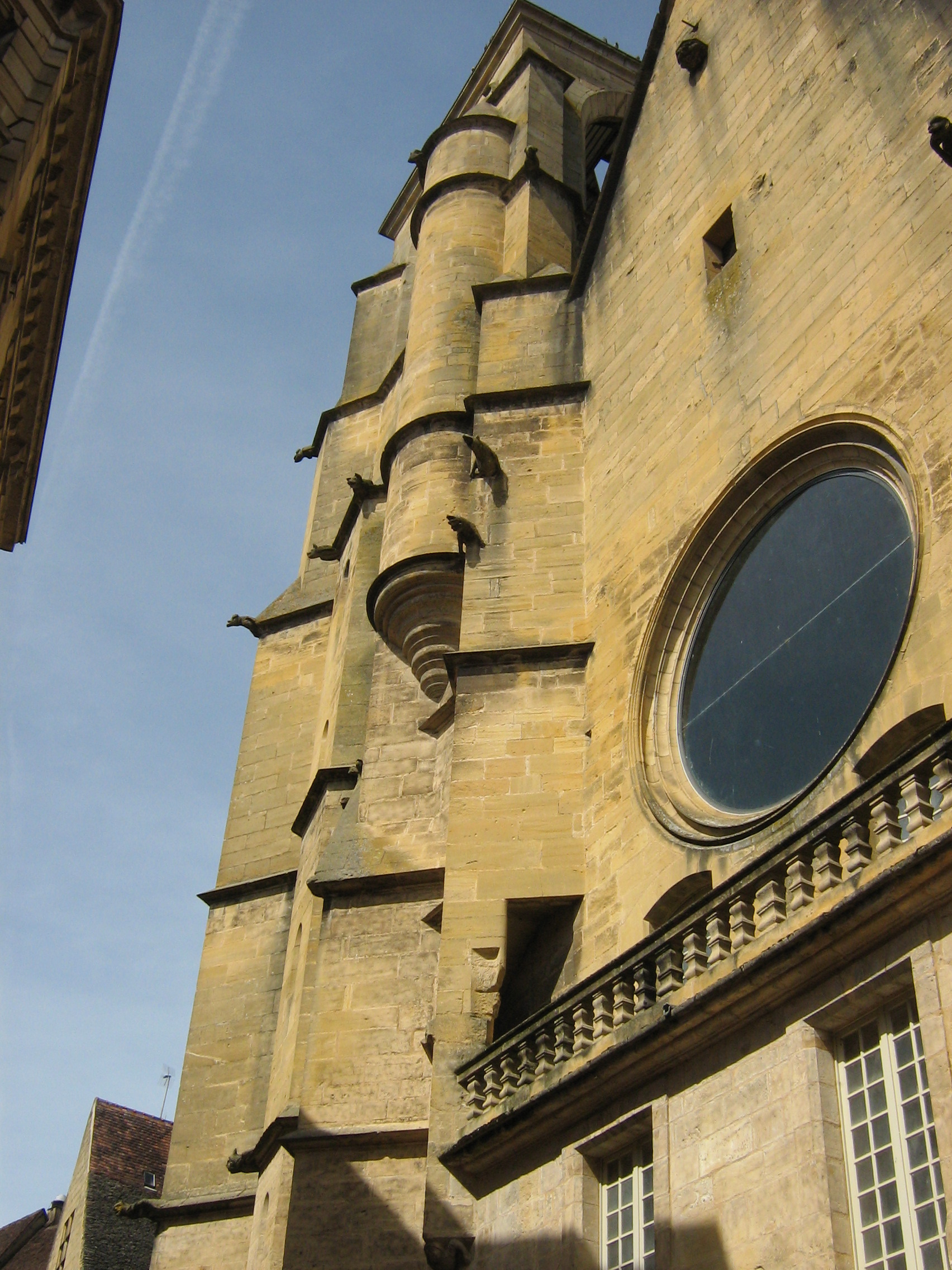
Façade occidentale et clocher
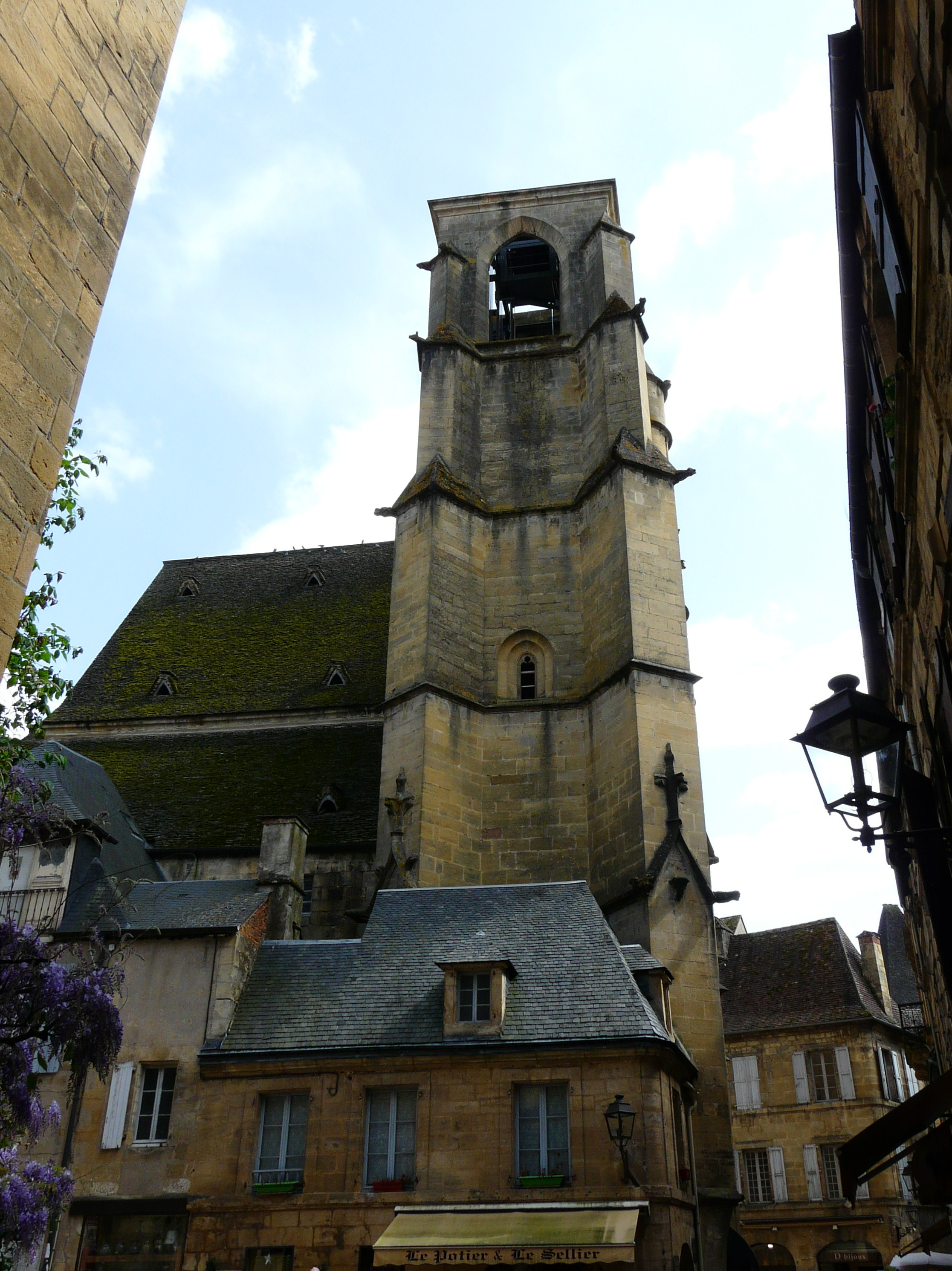
Le clocher
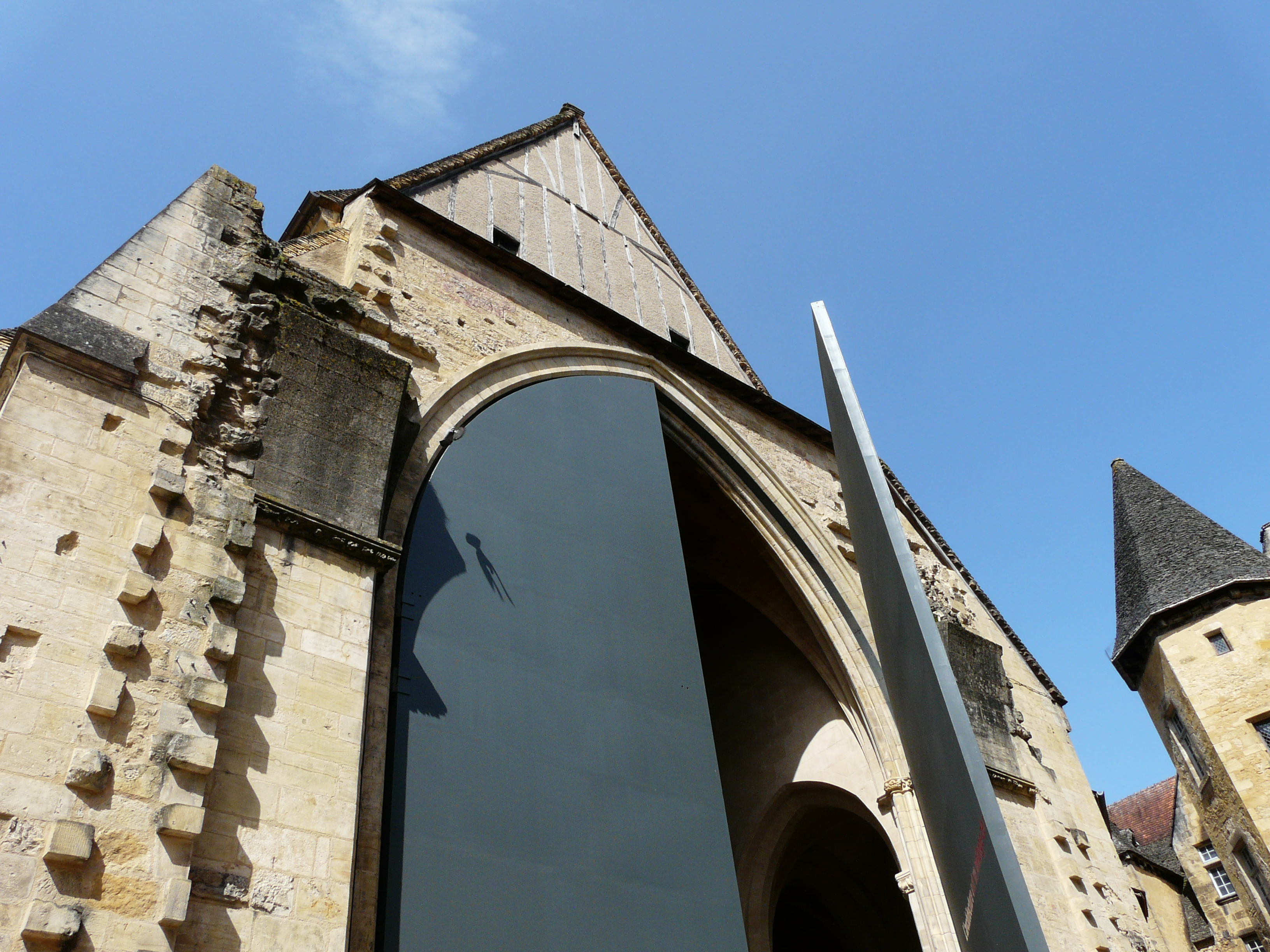
Les portes conçues par Jean Nouvel
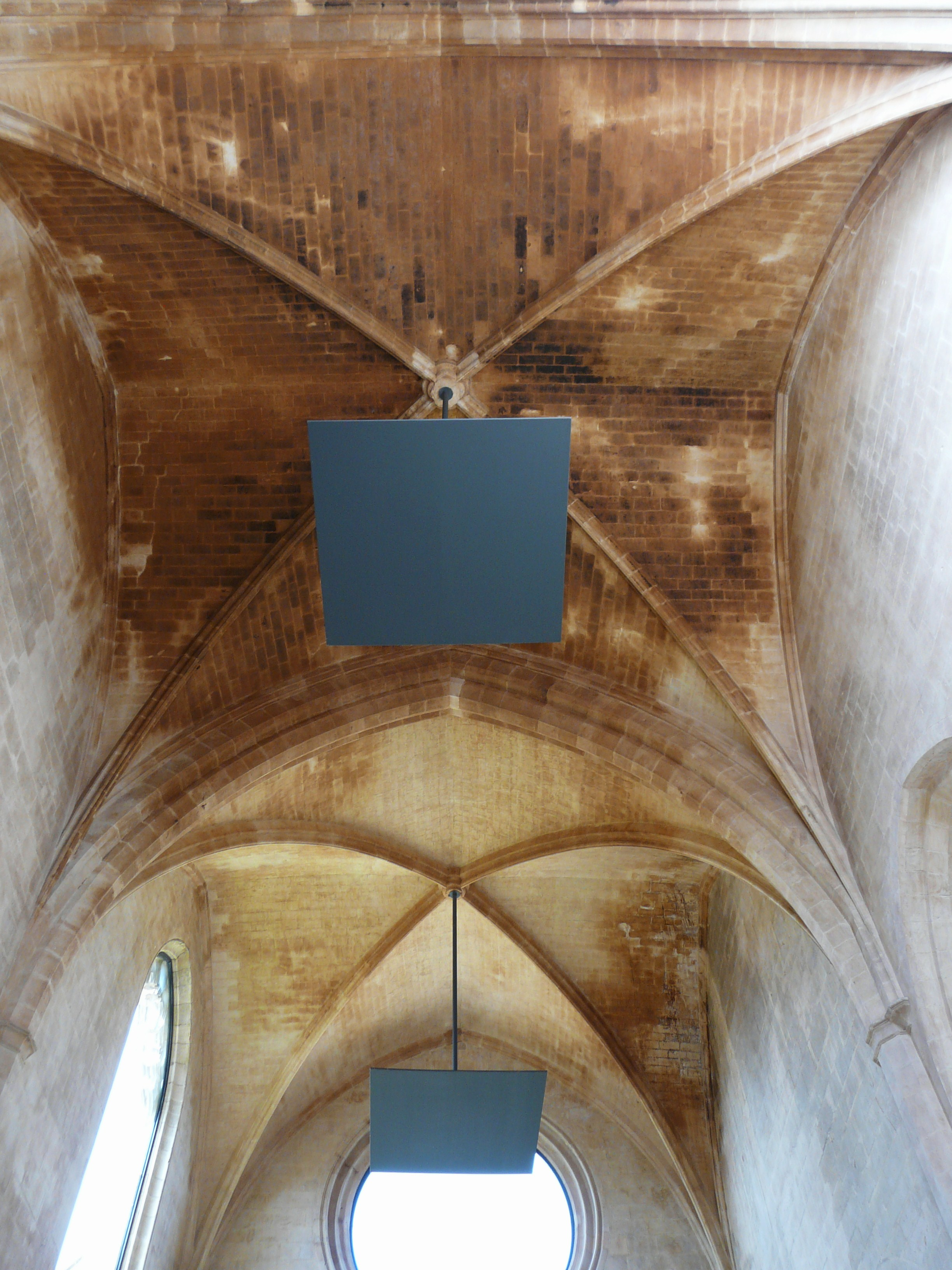
Voûte de la nef
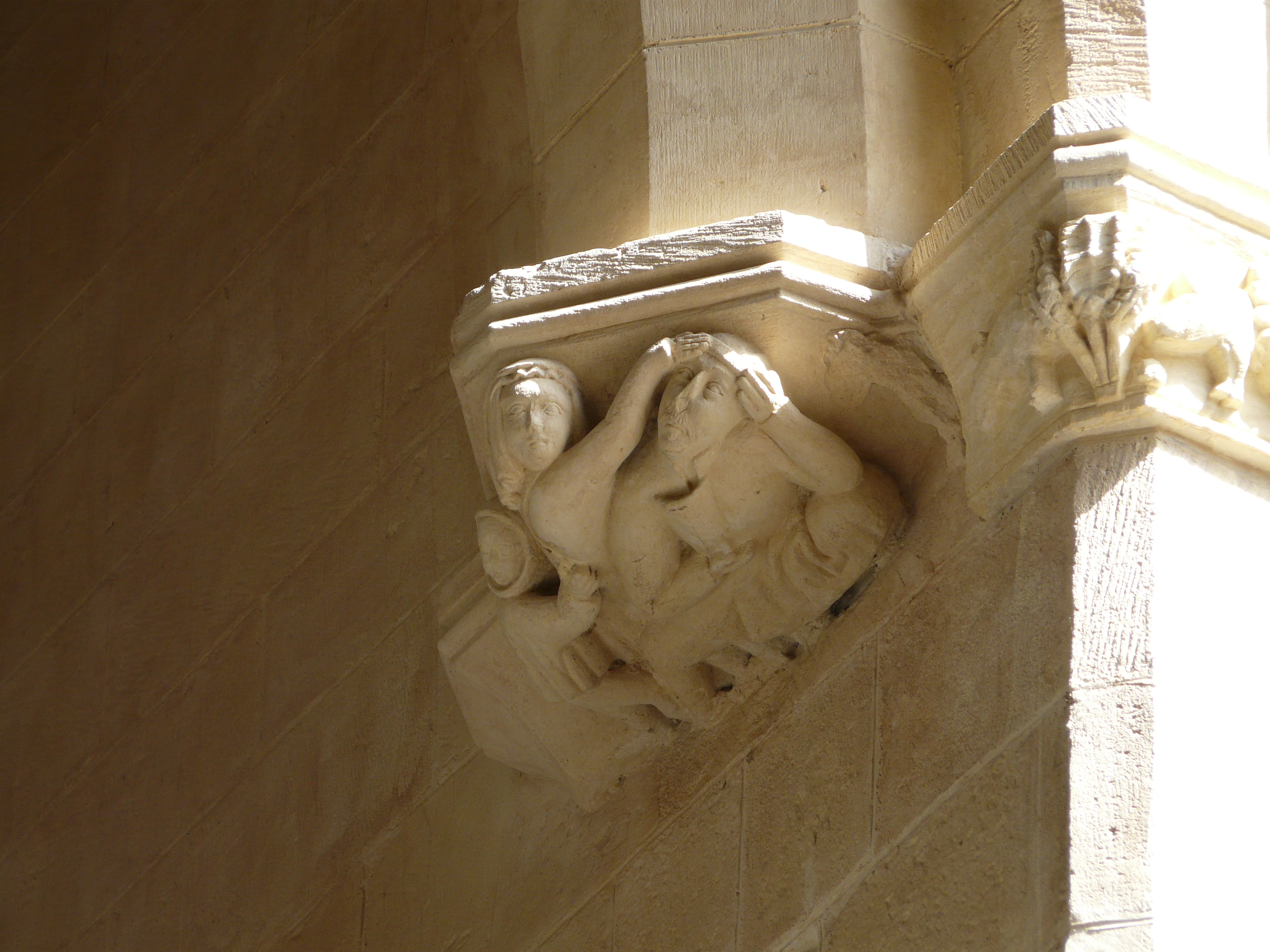
Cul-de-lampe